# Буазо, Луи-Симон
Луи-Симон Буазо (фр. Louis Simon Boizot; 9 октября 1743, Париж — 10 марта, 1809, Париж) — французский скульптор. Сын живописца академического направления и рисовальщика Королевской мануфактуры гобеленов Антуана Буазо (1702—1782), старший брат Марии-Луизы-Аделаиды Буазо, рисовальщицы и гравёра.

## Биография
Луи-Симон учился скульптуре у Мишель-Анжа Слодца в Королевской Академии живописи и скульптуры. В 1762 году выиграл Римскую премию и уехал в Италию. В течение пяти лет (1765—1770) работал во Французской Академии в Риме. В годы пребывания в Риме выполнял заказы российской императрицы Екатерины II. С 1778 года член Академии живописи и скульптуры в Париже. В 1805—1809 годах — профессор Школы изящных искусств.
Буазо работал по заказам королевского двора Людовика XVI и Марии-Антуанетты, но был преимущественно художником камерного направления, изготавливал модели для небольших аллегорических статуй, декоративную скульптуру, работал над серией бюстов выдающихся людей Франции.
В 1773—1780 годах Буазо возглавлял модельную мастерскую Севрской фарфоровой мануфактуры. До этого мастерской руководил Этьен-Морис Фальконе, в 1766 году уехавший в Россию. Портретные бюсты Людовика XVI и Иосифа II, выполненные во время визита императора к его сестре Марии-Антуанетте, воспроизведены в бисквите (матовом, неглазурованном фарфоре) в Севре. Буазо известен как автор небольших скульптурных групп из бисквита, напоминающего античные мраморы. Они хорошо отражают неоклассическую эстетику того времени. Ваза, изготовленная в Севре в 1787 году в форме античной амфоры, известна в истории искусств как «Ваза Буазо» (несмотря на то, что такая атрибуция оспаривается специалистами).
Буазо изготавливал и модели для последующей отливки в бронзе, в частности для мастерской Пьера Гутьера. Наиболее известное произведение такого рода — аллегорические фигуры часов «Авиньон» (1777) в коллекции Уоллеса в Лондоне. Скульптурные детали работы Буазо, отлитые в бронзе, использовал мастер-мебельщик Гийом Бенеман.
Во время революции, в 1792 году, Буазо был членом Комиссии по памятникам. С 1805 года руководил скульптурным отделением Школы изящных искусств. Усвоив новый стиль ампир, создавал модели из терракоты, в том числе для знаменитой мастерской Пьера-Филиппа Томира. В связи с возвращением Наполеона Бонапарта из Египта Буазо выполнил скульптуры для Пальмового фонтана, или Фонтана Победы (Fontaine du Palmier), на площади Шатле в Париже (1806—1808): аллегорическую статую Победы на вершине колонны и фигуры сфинксов у основания — произведение «египтизирующего стиля».

## Галерея

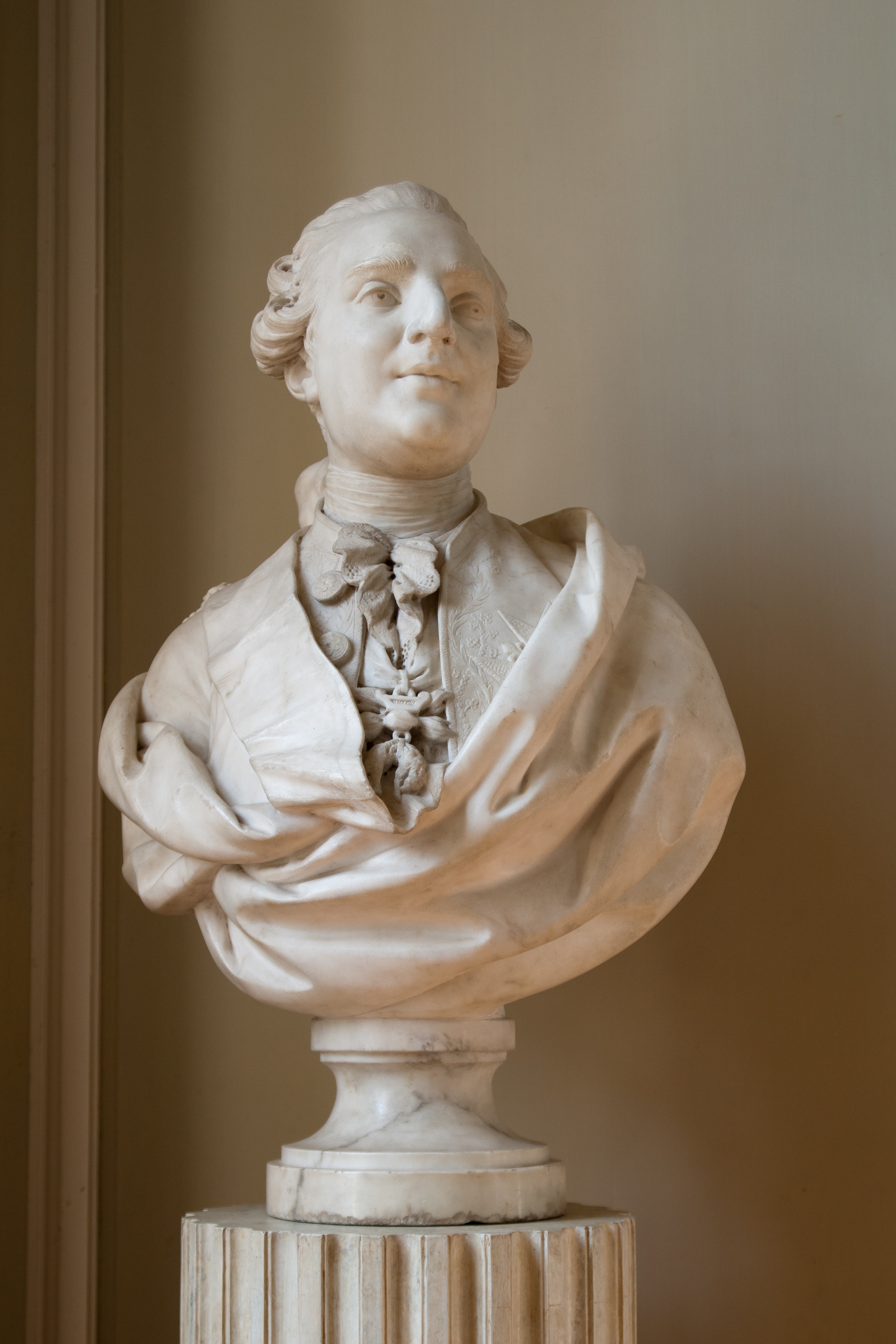
Людовик XVI. 1777. Мрамор. Малый Трианон, Версаль
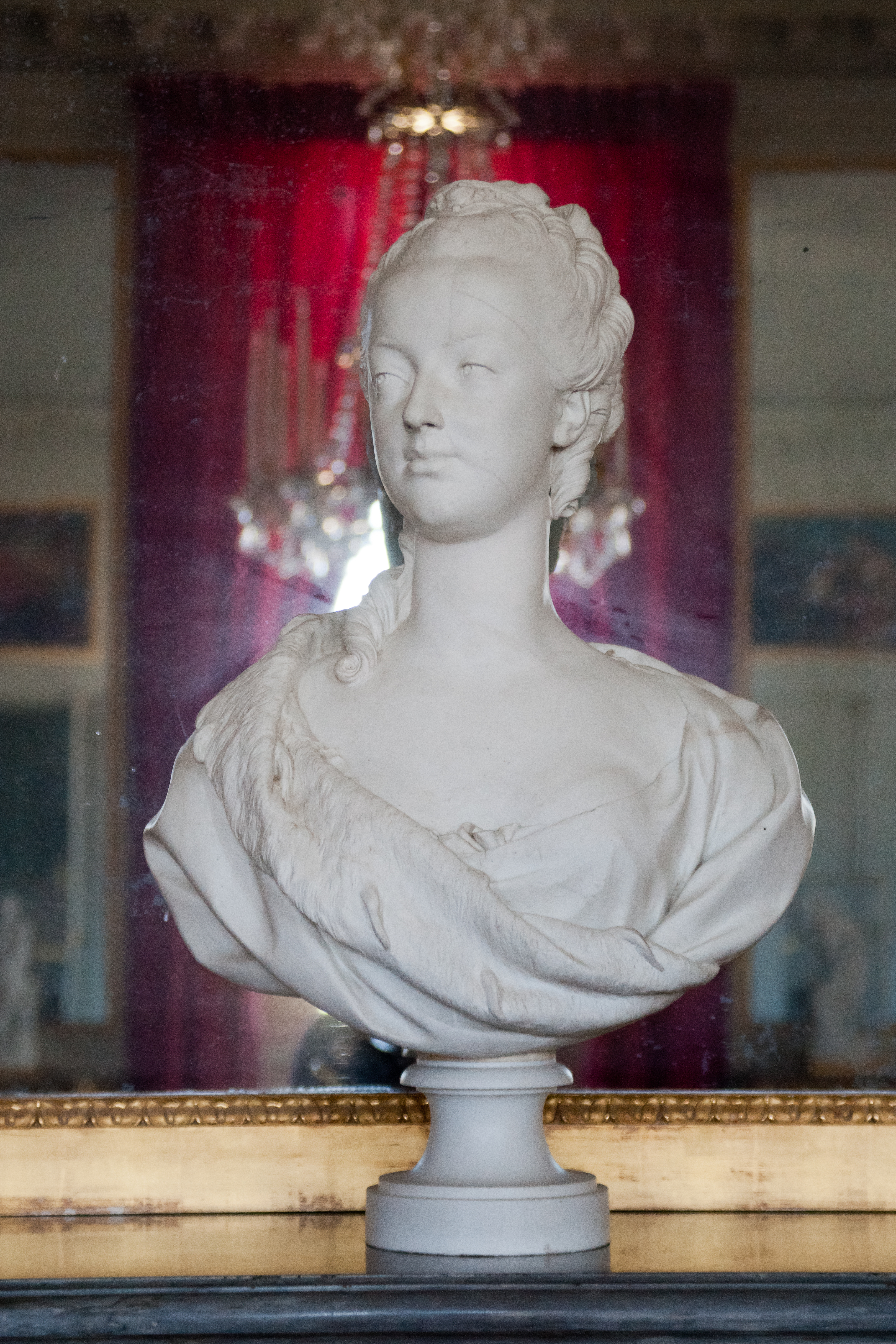
Мария-Антуанетта. 1775. Мрамор. Малый Трианон, Версаль
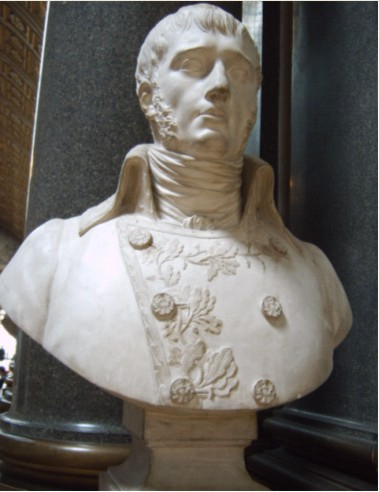
Генерал Бартелеми Жубер. 1770-е гг. Мрамор. Галерея битв, Версаль
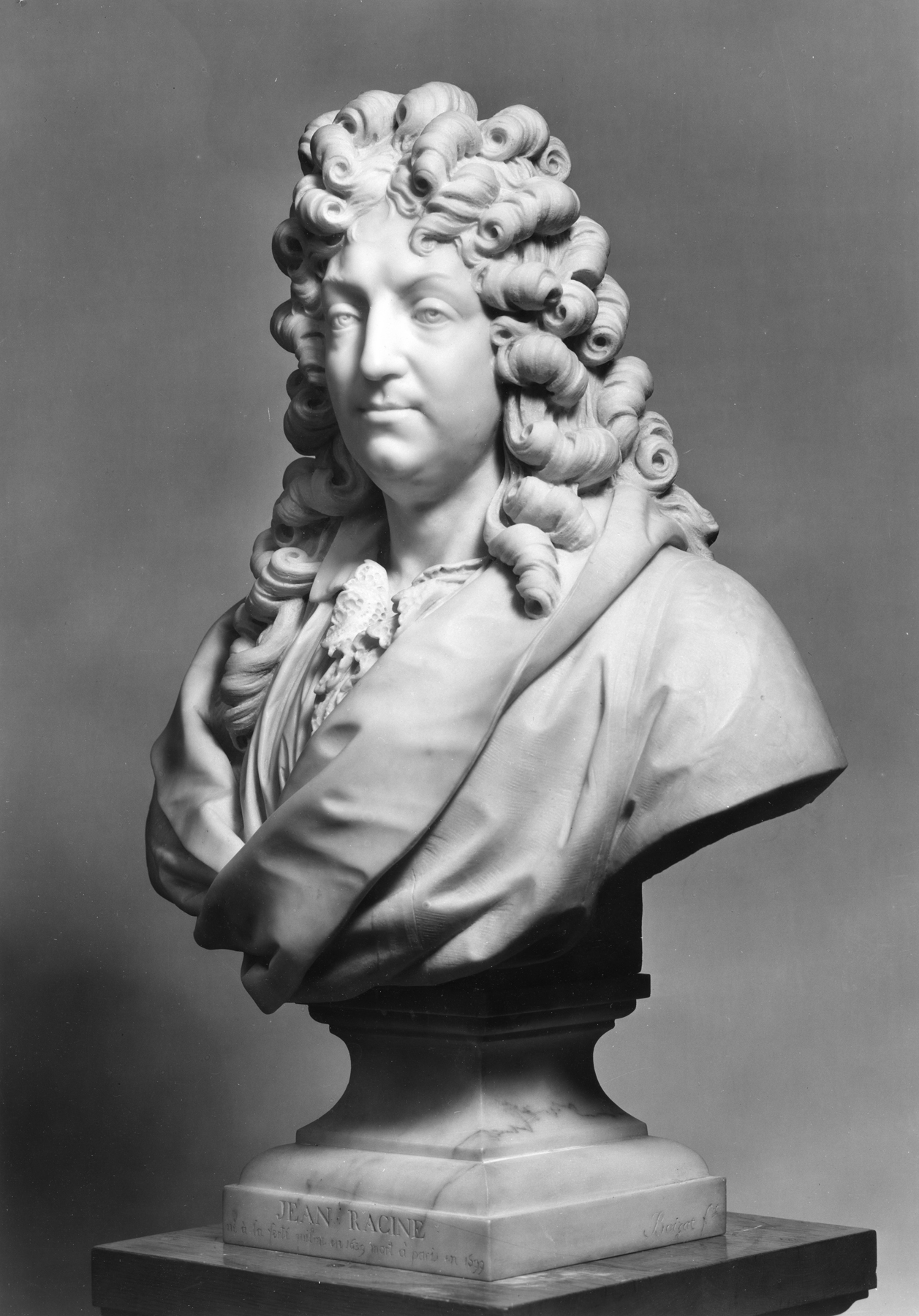
Драматург Расин. Ок. 1779. Мрамор. Художественный музей Уолтерса. Балтимор, США
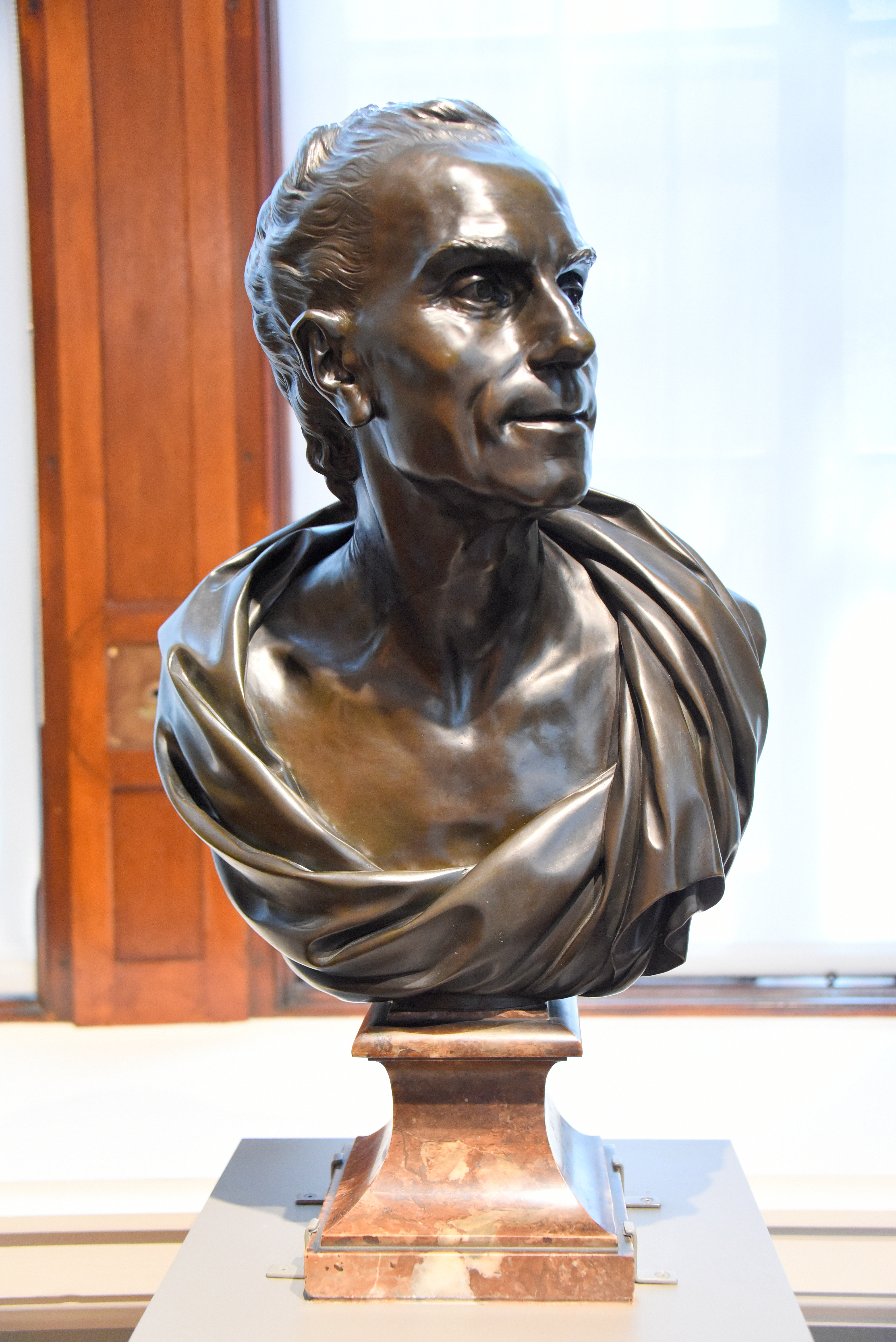
Живописец Клод Жозеф Верне. 1783. Бронза. Музей Виктории и Альберта, Лондон
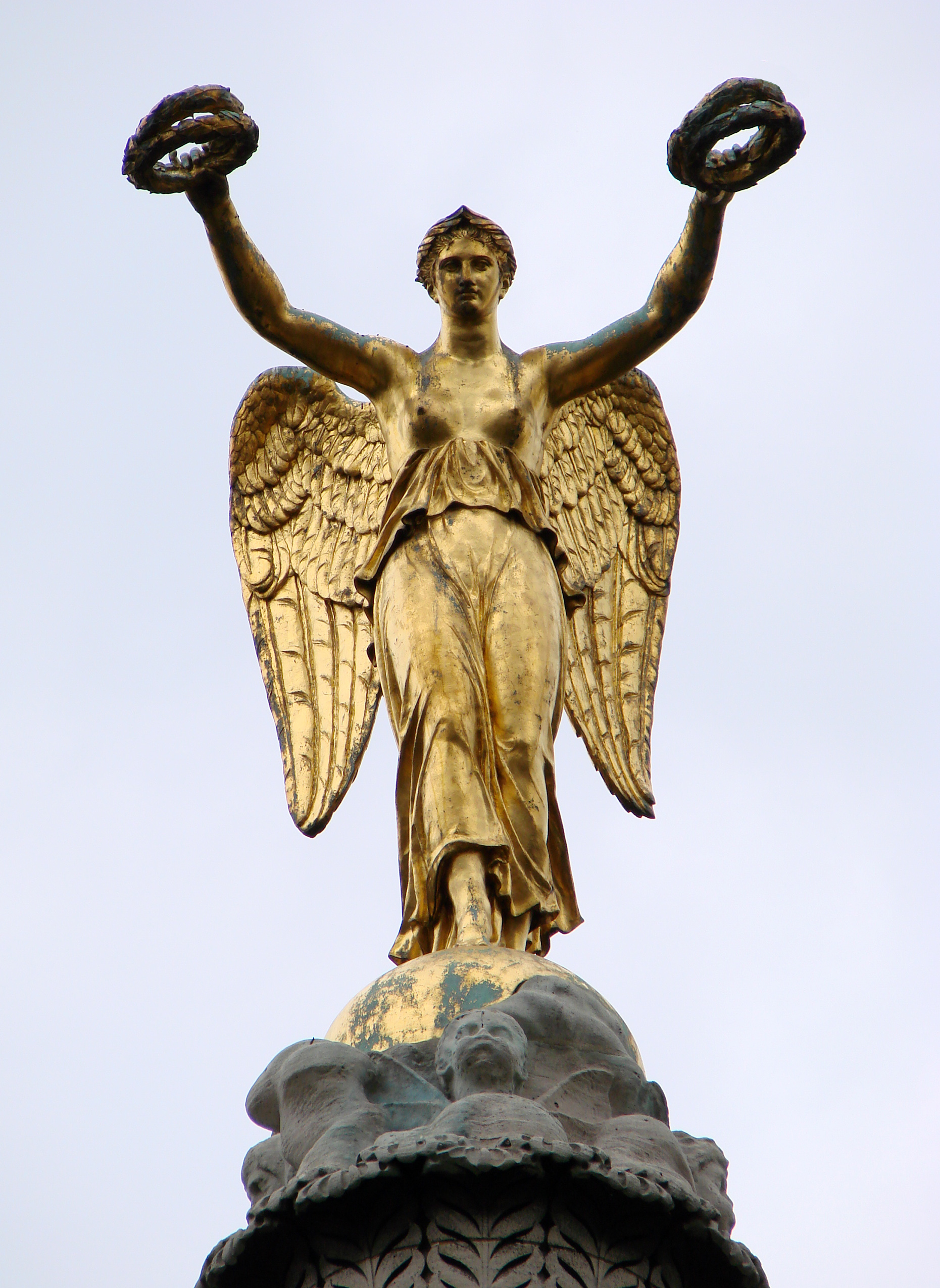
Фигура Победы на вершине «Пальмового фонтана» (фр. Fontaine du Palmier) на площади Шатле в Париже. 1808. Бронза, золочение
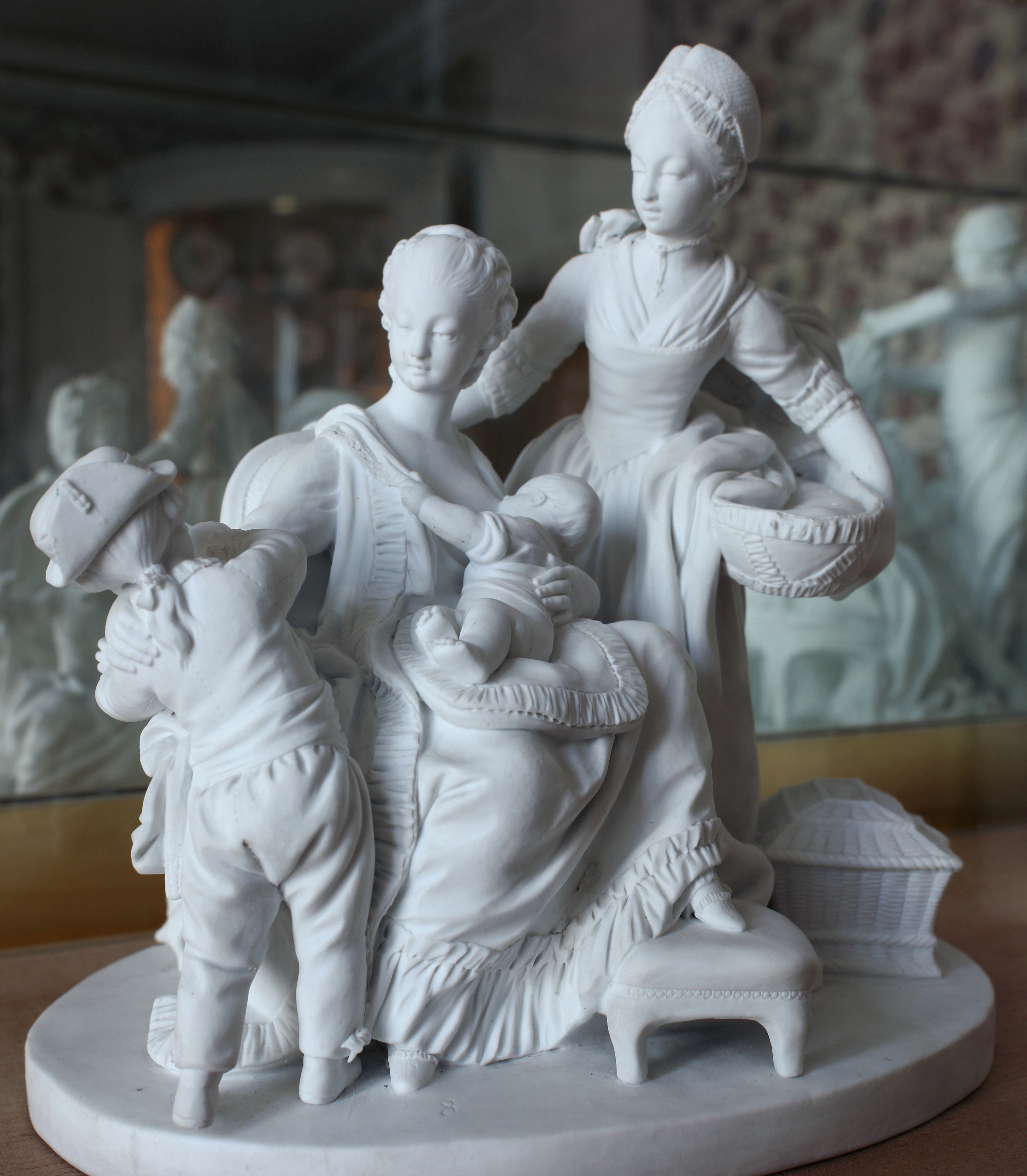
Няня (Уход за младенцем). 1775, Бисквитный фарфор, Севрская мануфактура. Большой версальский дворец, апартаменты королевы.
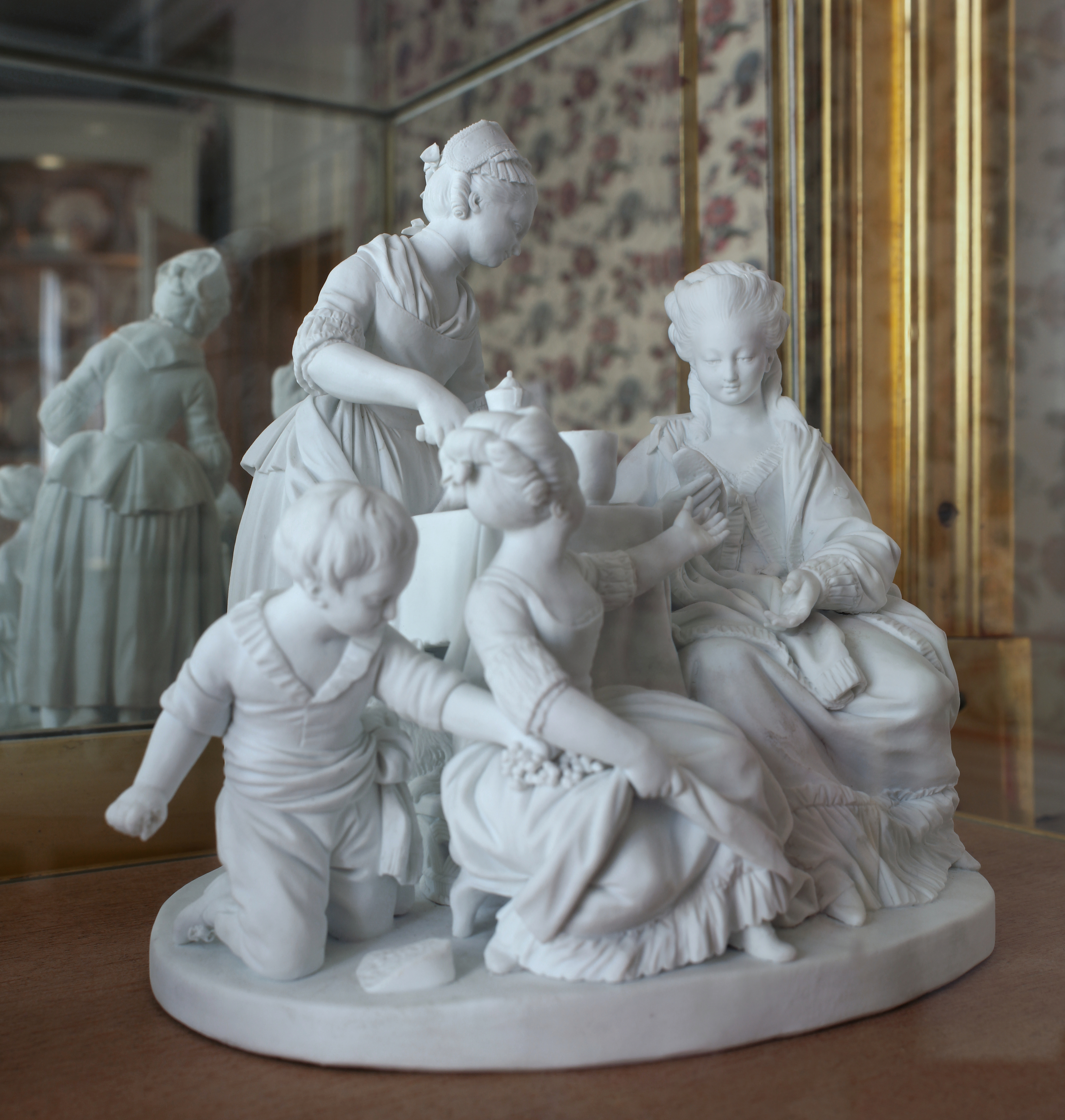
Завтрак. 1775, Бисквитный фарфор, Севрская мануфактура. Большой версальский дворец, апартаменты королевы.
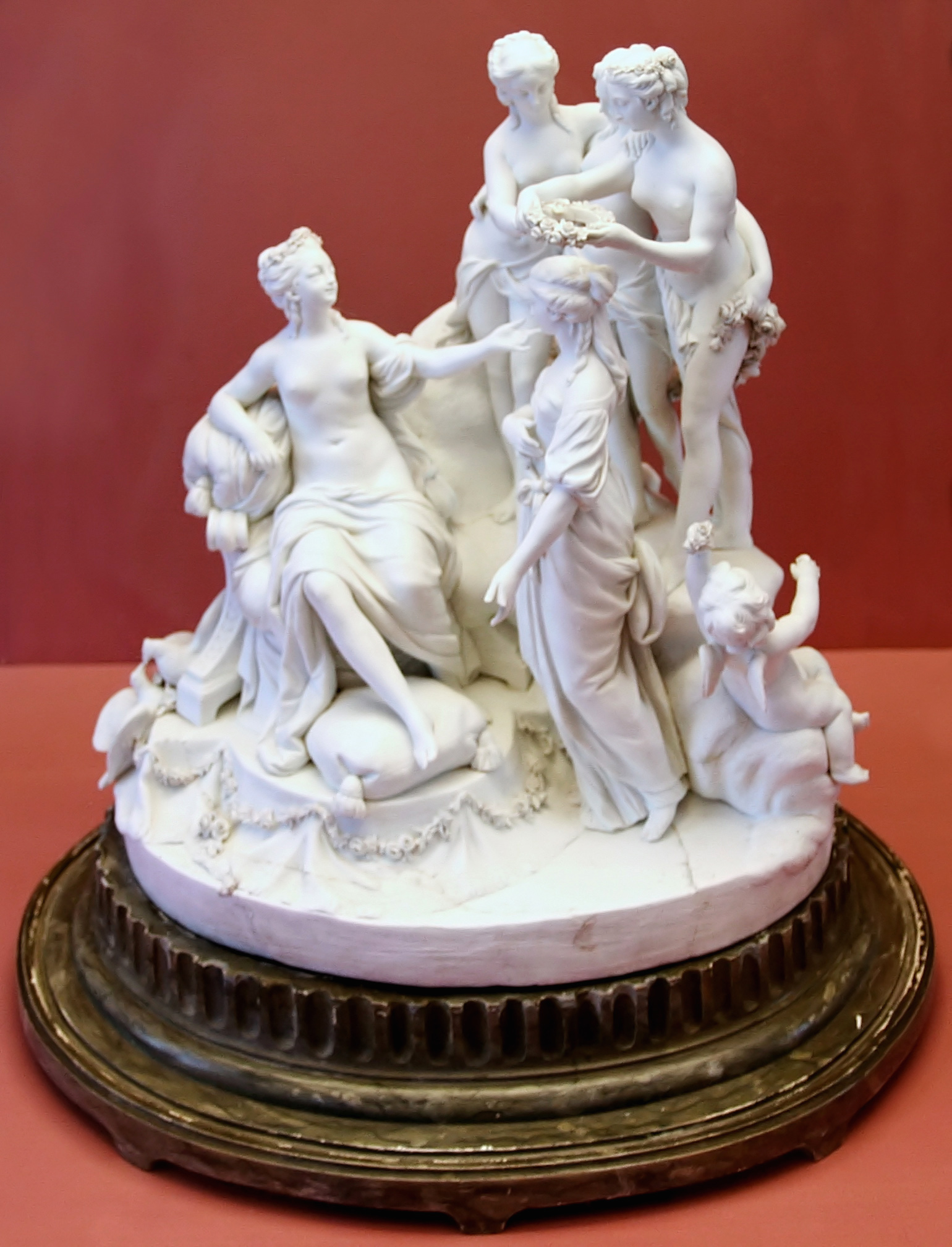
Венера, повелевающая Трём Грациям увенчать короной Красоту. 1773, бисквит, Севрская мануфактура. Лувр, Париж
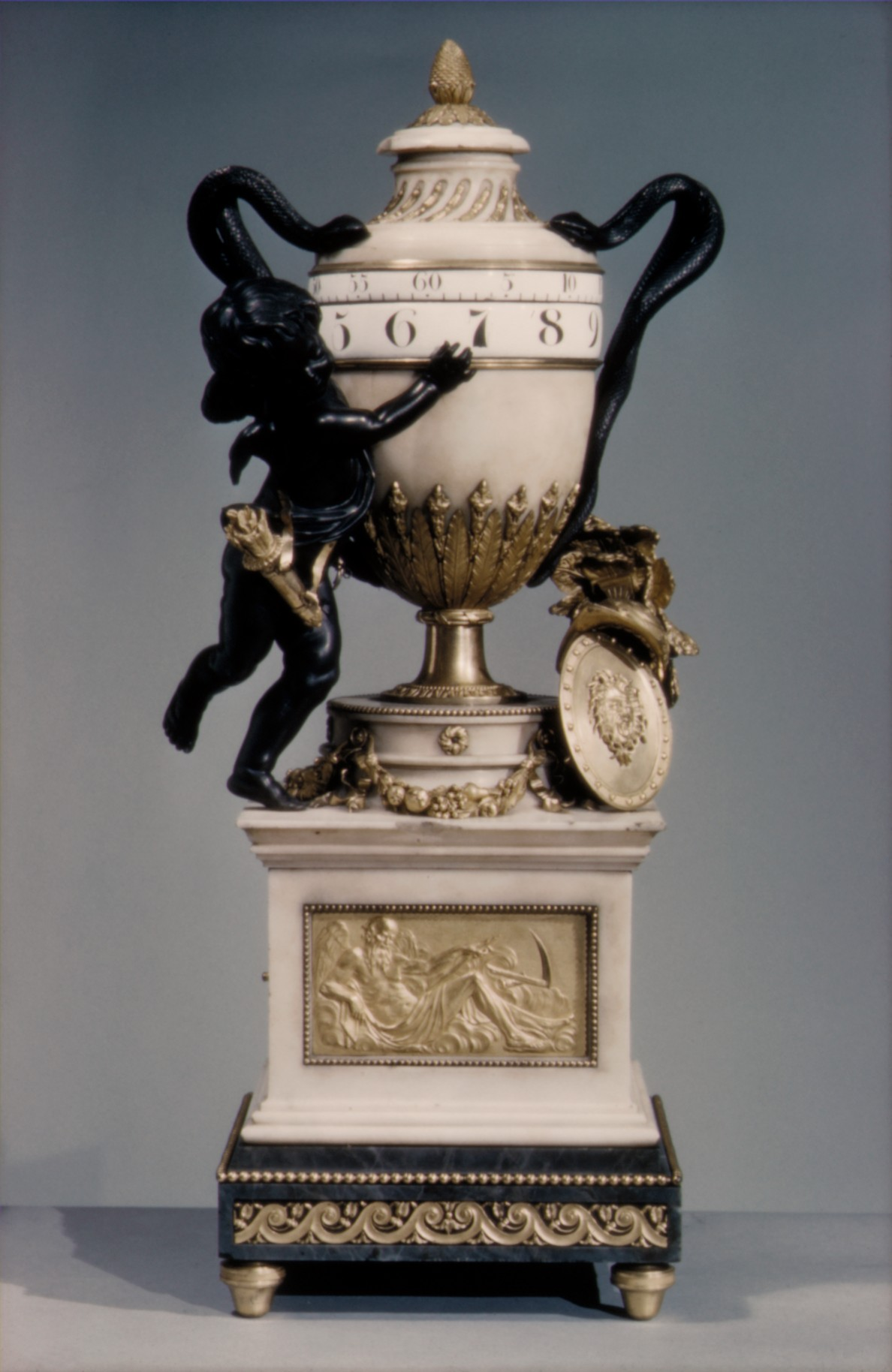
Часы, исполненные по модели Буазо. Около 1775–80, Метрополитен-музей, Нью-Йорк.